# 日本経済大学の人物一覧
日本経済大学の人物一覧（にほんけいざいだいがくのじんぶついちらん）は、日本経済大学に関係する人物の一覧記事。

## 著名な教職員
- 久保山雅彦 - サッカー部監督
- 賀谷英司 - 女子サッカー部監督
- 田中一徳 - 硬式野球部コーチ（元横浜ベイスターズ外野手）

## OB・OG

### 政治
- 渡具知武豊 - 沖縄県名護市長
- 藤木正幸 - 熊本県御船町長
- 宮里哲 - 沖縄県座間味村長[1]

### 文化
- 文月晃 - 漫画家
- 山﨑哲史 - 劇作家、脚本家

### 芸能
- 大土井裕二 - 「チェッカーズ」元メンバー（中退）
- 鶴久政治 - 「チェッカーズ」元メンバー（中退）
- Chage - CHAGE and ASKA、シンガーソングライター（中退）
- ASKA  - CHAGE and ASKA、シンガーソングライター
- 森山達也 - ロックバンド「THE MODS」ボーカル
- 濱洋一 - ユニット「three tight b」ギター、シンガーソングライター
- 穴井千尋 - 元アイドル。元HKT48チームHキャプテン。
- 與那城奨 - JO1、アイドル
- 長谷川万大 - シンガーソングライター
- 横山雄二 - 中国放送アナウンサー
- 児玉育則 - ラジオパーソナリティ、ナレーター
- 桂三四郎 - 落語家
- 西田和昭 - 俳優

### スポーツ選手

#### 野球
- 岸川勝也 - 元プロ野球選手（南海ホークス→福岡ダイエーホークス→読売ジャイアンツ→横浜ベイスターズ）
- 金無英 - 元プロ野球選手（東北楽天ゴールデンイーグルス）
- 香月良仁 - 元プロ野球選手（千葉ロッテマリーンズ）
- 東野葵 - 元プロ野球選手（埼玉西武ライオンズ）
- 張奕 - プロ野球選手（オリックス・バファローズ → 埼玉西武ライオンズ→台鋼ホークス→富邦ガーディアンズ)
- 古賀輝希 - プロ野球選手（埼玉西武ライオンズ）
- 林冠臣 - プロ野球選手（埼玉西武ライオンズ）
- 王凱程 - プロ野球選手（中信兄弟）

#### サッカー
- 堤喬也 - 元プロサッカー選手（ファジアーノ岡山）
- 岡村政幸 - 元プロサッカー選手（SAGAWA SHIGA FC）
- 野田隆之介 - 元プロサッカー選手（FC琉球）
- 有薗真吾 - 元プロサッカー選手（おこしやす京都AC）
- 井原伸太郎 - 元プロサッカー選手（テゲバジャーロ宮崎）
- 野村直輝 - プロサッカー選手（大分トリニータ）

#### バスケットボール
- 玉田博人 - 元プロバスケットボール選手（湘南ユナイテッドBC）
- 古野拓巳 - プロバスケットボール選手（愛媛オレンジバイキングス）
- 小野晃弘 - 元プロバスケットボール選手（しながわシティ）
- 堀内星夜 - プロバスケットボール選手（しながわシティ）
- ダラーメ・マレム・ドイ - 女子バスケットボール選手（日立ハイテク クーガーズ）
- ニアン・ンディ・クンバ - 女子バスケットボール選手（アランマーレ秋田）

#### ラグビー
- 本間菫子 - ラグビー選手（日本経済大学ラグビー部AMATERUS一期生）
- 妹尾安南 - ラグビー選手（日本経済大学ラグビー部AMATERUS一期生）

#### その他スポーツ
- 田中利幸 - 総合馬術選手